# Mohd Amirul Arif Azri
Mohd Amirul Arif Azri (* 4. März 2000) ist ein malaysischer Mittelstreckenläufer, der sich auf den 1500-Meter-Lauf spezialisiert hat.

## Sportliche Laufbahn
Erste internationale Erfahrungen sammelte Mohd Amirul Arif Azri im Jahr 2022, als er bei den Südostasienspielen in Hanoi in 3:56,82 min den vierten Platz im 1500-Meter-Lauf belegte.
2021 wurde Austin malaysischer Meister im 1500-Meter-Lauf.

## Persönliche Bestleistungen
- 800 Meter: 1:53,88 min, 17. September 2018 in Ipoh
- 1500 Meter: 3:56,82 min, 14. Mai 2022 in Hanoi